# Ленггассе-Фельсенау
Ленггассе-Фельсенау (нем. Länggasse-Felsenau) — один из шести районов Берна (район II). Он расположен в северо-западной части города и граничит с Бюмплиц-Оберботтиген, Иннере Штадт, Брейтенраин-Лорраине и с Маттенхоф-Вейссенбюль.

## Кварталы
Включает в себя 6 кварталов:
- Энгерид
- Фельсенау
- Нейфельд
- Ленггассе
- Штадтбах
- Муесматт